# Schloss Paspels
Das Schloss Paspels, auch Schloss Sins, steht bei Paspels (Gemeinde Domleschg) im Domleschg im schweizerischen Kanton Graubünden.

## Geschichte
Früher lag das Zentrum von Paspels westlich des heutigen Dorfes bei der Burg Alt-Süns. Deshalb ist anzunehmen, dass die Stelle, wo heute das Schloss steht, bereits überbaut war.
Belegt ist hingegen, dass das Schloss um 1695 von Johann Viktor Travers von Ortenstein (1646–1725) neu erbaut wurde, vermutlich über einem Vorgängerbau. Aus der Erbauungszeit stammen vermutlich noch Teile des Haupttraktes, die allerdings nicht mehr als solche erkennbar sind. Die Freitreppe mit Geländer auf der Südseite entstand um 1710.
1730 wurde das Schloss durch den gleichnamigen Sohn des Erbauers vollständig umgebaut. Aus dieser Zeit stammen das Treppenhaus und Täferzimmer mit Régencemalereien. Diesem Umbau liegt vermutlich immer noch die Gesamtdisposition der Anlage zu Grunde, wie sich heute präsentiert. Die Porträts der Familie von Salis-Soglio wurden 1757 von Angelika Kauffmann gemalt. Weitere Umgestaltungen nahm Generalleutnant Victor von Travers vor, der die am 25. April 1760 geweihte Kapelle einbauen liess.
Die letzte grössere Renovation fand 1892/93 unter Oberst Friedrich von Tscharner mit einer Umgestaltung des Äusseren statt. Damals entstanden Sgraffitodekorationen, das geschnitzte Dachwerk im Schweizer Holzstil und der polygonale Turm mit Haube und Laterne auf der Westseite. Architekt war Nicolaus Hartmann sen. aus St. Moritz.  Eine Aussenrestauration erfolgte 2002 durch die Architektin Maria Pia Schmid.
Im Süden der Anlage liegt eine grosszügige Gartenanlage mit barockem Teil, Seerosenteich und einem Pavillon an der Geländekante.
1911 ging das Schloss an Minister Ferdinand von Salis-Soglio über.
Heute ist es in Privatbesitz und wurde bis 2012 als Hotel geführt. Der Hotelbetrieb wurde eingestellt, weil die Betreiber die von den Vermarktungsorganisationen Schweiz Tourismus und Swiss Historic Hotels geforderte Sterne-Qualifizierung nicht beibringen mochten. Das Gebäude wird seitdem privat genutzt. Damit verlor die Schweiz eines der beiden historischen Schlosshotels, das zweite ist das Schloss Wartegg im Kanton St. Gallen.

## Galerie

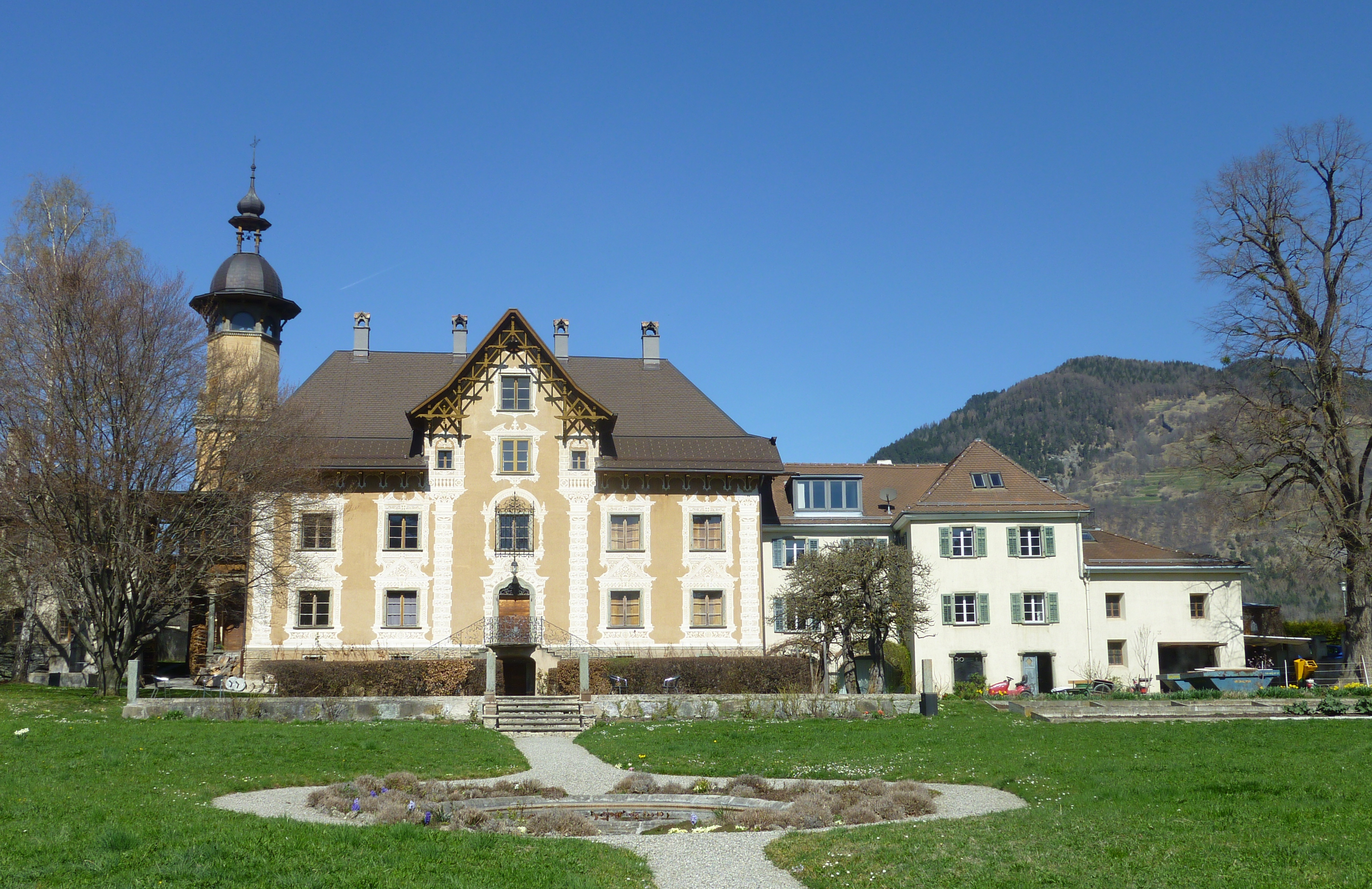
Südfassade
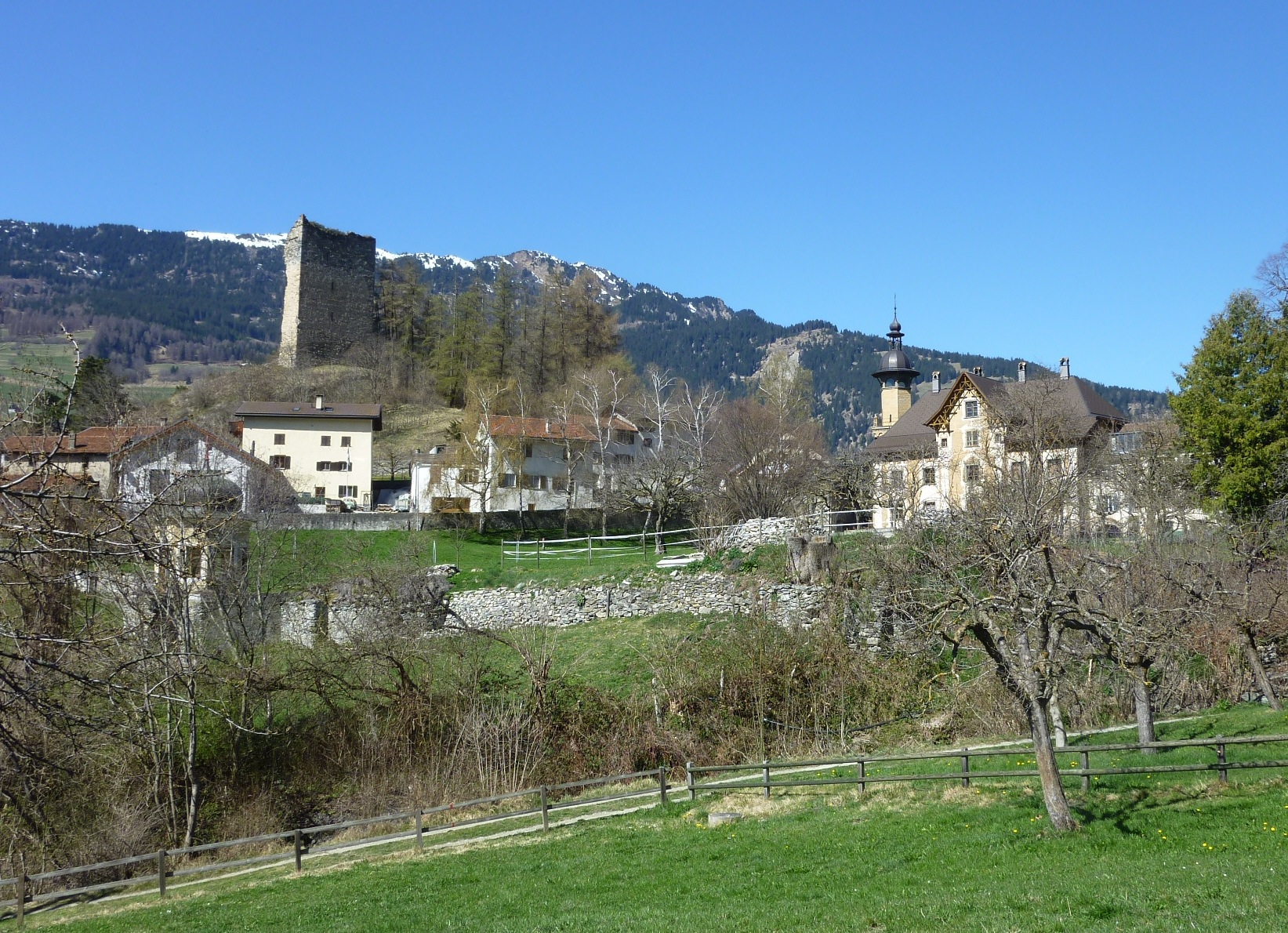
Ansicht vom Dorf
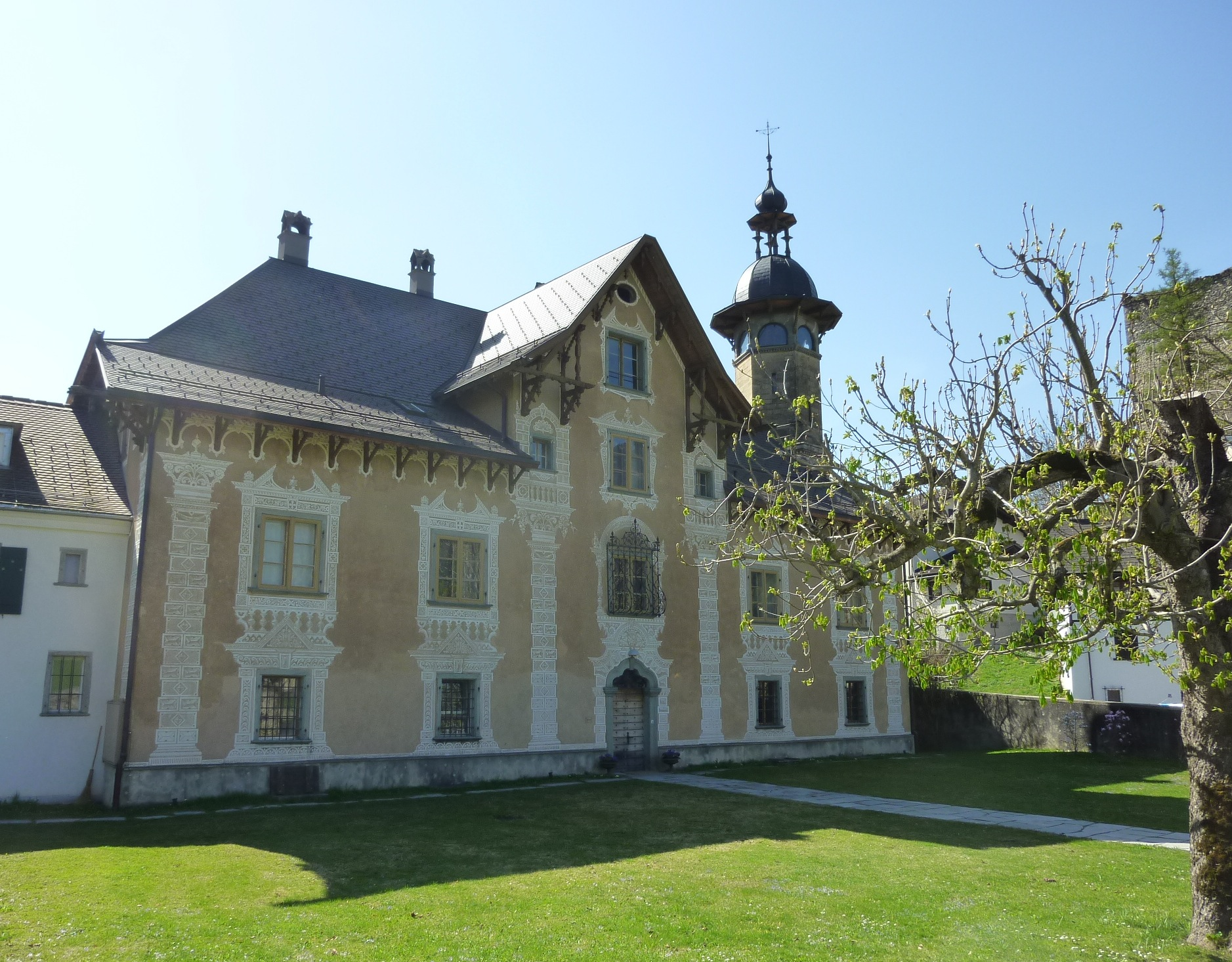
Nordseite
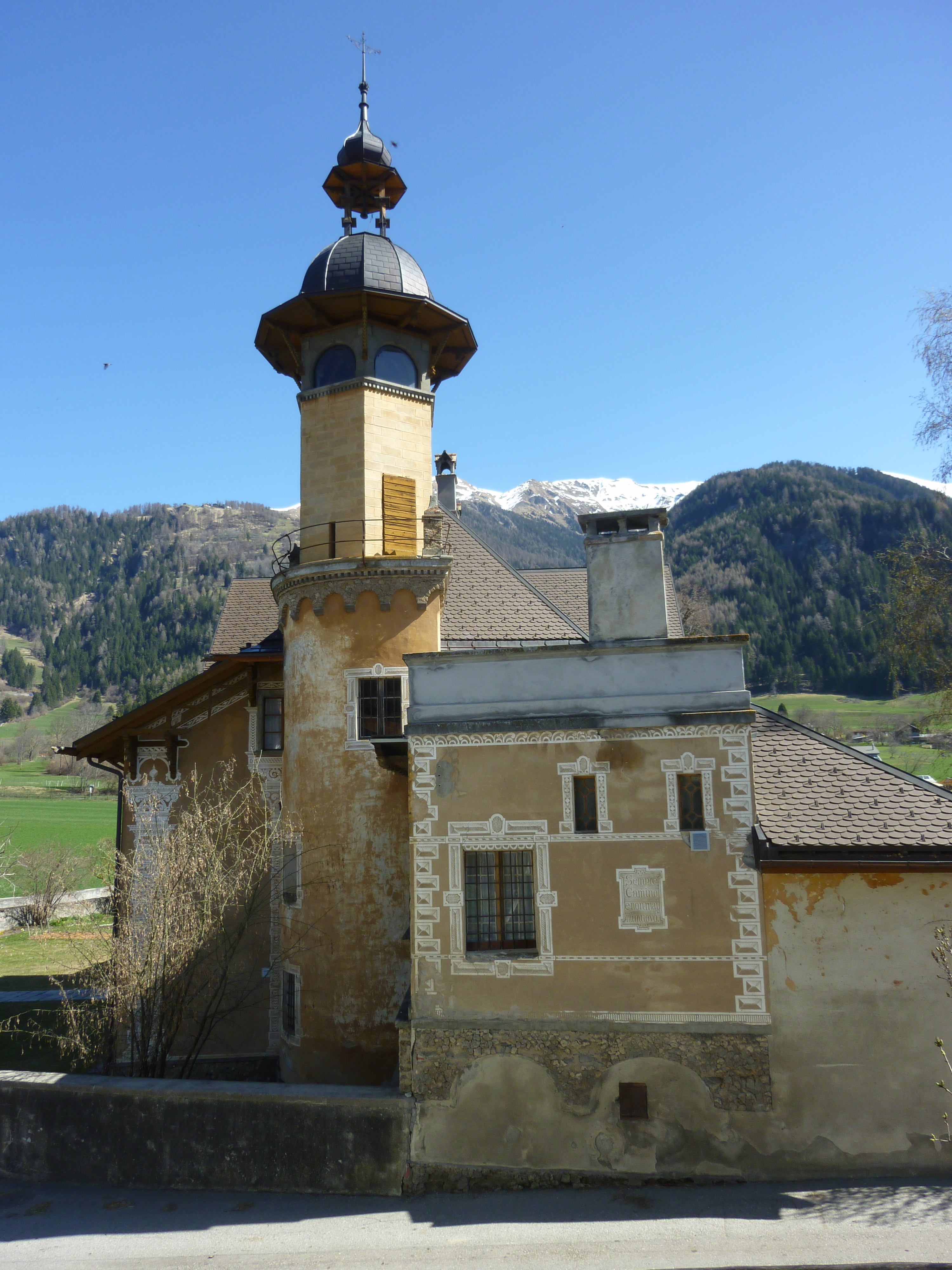
Westseite mit Turm